# Salvassòria
Salvassòria és un llogaret despoblat del terme municipal de Morella (els Ports, País Valencià) situat en un barranc entre els plans de la Llàcua i el Tossal de la Nevera, a la a la capçalera de la rambla de Cervera.
A Salvassòria només queden en peu l'ermita de Santa Llúcia (declarada Bé de Rellevància Local) i alguns elements dels diversos edificis que componien el nucli.